# Тішпак
Тішпак — шумерський бог бурі, покровитель давньошумерського міста Ешнунна, в старовавилонський період культ Тішпака витіснений культом бога Ніназу.
Походження бога невідомо, можливо, він спочатку ототожнювався з хуритським богом грози Тешубом. Після входження в аккадський пантеон отримав епітет «ватажок військ». Фігурує в аккадській міфі як переможець жахливого лева Лаббу, на боротьбу з яким Тішпака відправили боги.